# Layamon
Layamon ou Laghamon (AFI: [ˈleɪə.mən]; em inglês médio: Laȝamon, Laȝamonn), ocasionalmente também grafado Lawman, foi um poeta inglês do início do século XIII, autor do Brut, um célebre poema, primeira obra em inglês a discutir as lendas do Rei Artur e dos Cavaleiros da Távola Redonda.
Layamon descreveu-se, em sua obra, como um padre, vivendo em Areley Kings, em Worcestershire. Sua obra inspirou diversos autores posteriores, como sir Thomas Malory e Jorge Luis Borges, e teve um impacto profundo na literatura medieval inglesa.
Editores e catalogadores soletraram seu nome de diversas maneiras, de acordo com as diferentes grafias em voga ao longo da história da língua inglesa. A Universidade Brown sugere que a forma "Layamon" seria etimologicamente incorreta, enquanto a Quinta Conferência Internacional sobre o Brut de Laȝamon, na mesma universidade, menciona: "BL MS Cotton Caligula A.ix o grafa "Laȝamon" (a terceira letra é um yogh). BL MS Cotton Otho C.xiii o grafou "Laweman" e "Loweman".